# Chiesa di San Giovannino dei Cavalieri
San Giovannino dei Cavalieri è il nome popolare della chiesa di San Giovanni Decollato, situata in via San Gallo a Firenze; recentemente ristabilita quale chiesa rettoria dal card. Giuseppe Betori con rettore ad essa preposto, la chiesa insiste nel territorio della parrocchia di Nostra Signora del Sacro Cuore cui riferisce, nel vicariato di San Giovanni nel centro di Firenze.

## Storia
Come è stato notato, la storia della chiesa di san Giovannino è «tra le più tormentate e forse non c'è a Firenze un altro edificio sacro che abbia mutato tante volte di destinazione e di nome».

### Origini
Nel 1274 Pietro da Morrone, non ancora papa, in viaggio verso il Concilio di Lione II, passò da Firenze, suscitando grande entusiasmo nella popolazione grazie alla sua personalità. Una cinquantina d'anni dopo, verso il 1326-1327, arrivarono in città i monaci della Congregazione dei celestini, da lui fondata. A detti monaci fu ceduto l'oratorio già esistente in via San Gallo e dedicato a santa Maria Maddalena e al quale era associato a un ospizio per "ragazze ravvedute" sull'esempio della santa peccatrice redenta. Questo oratorio sotto la giurisdizione della basilica di San Lorenzo era stato per pochi anni proprietà della comunità monastica della Badia Fiorentina e ceduto ai monaci celestini per istanza di Carlo duca di Calabria figlio di Roberto re di Napoli il quale era giunto a Firenze per sostenerla contro la città di Lucca. I frati venivano anche chiamati "del Murrone", dal nome del fondatore, e presto questa denominazione si estese anche al convento e alla chiesa, detta quindi di San Pier del Murrone.

### Le Cavalieresse di Malta
Intanto, nel 1392 giunse a Firenze il Gran Maestro dell'Ordine di Rodi fra Riccardo Caracciolo e in quell'occasione cinque nobildonne chiesero di vestire l'abito di Ospitaliere di San Giovanni di Gerusalemme, con regola agostiniana. La richiesta venne accolta e una bolla datata Firenze 3 maggio 1392, proveniente dalla basilica di Santa Croce, le dichiarò soggette al Gran Maestro e affidò loro lo spedale di San Niccolò in fondo a via dei Serragli, operando nell'assistenza ai pellegrini, tipica dei cavalieri gerosolomitani. Questo ospedale e l'annesso monastero vennero parzialmente distrutti, come la vicina chiesa di San Pier Gattolino, in occasione dell'assedio del 1529, poiché proprio in quel luogo vennero poste delle nuove fortificazioni. 
Le monache si dovettero spostare più volte (prima in borgo San Jacopo, poi presso la Specola in via Romana, poi in piazza San Marco dove oggi c'è il rettorato dell'Università di Firenze) fino a stabilirsi nella sede di San Salvatore di Camaldoli in Oltrarno. Ivi rimasero fin quando Cosimo I de' Medici in una massiccia opera di ristrutturazione delle mura cittadine non dovette compromettere significativamente questa loro sede, motivo per il quale lo stesso Cosimo concesse alle monache nel 1552 di stabilirsi nel convento dei Celestini, i quali vennero trasferiti invece alla chiesa di San Michele Visdomini, con essi fu trasferito la Compagnia dei Lombardi, fondata nel 1545. Le monache lasciarono San Salvatore di Camaldoli per trasferirsi in Via san Gallo il 12 marzo 1552.

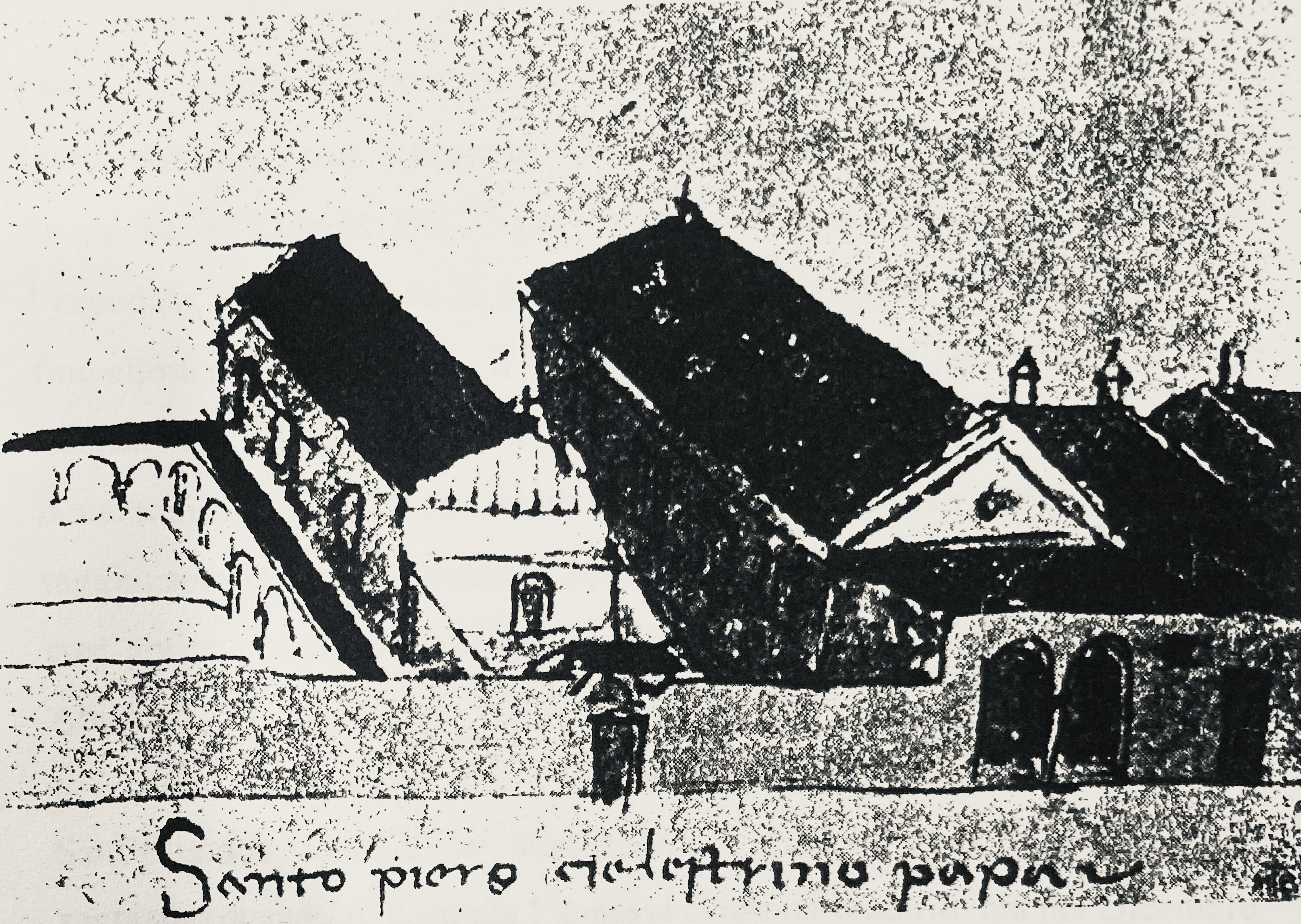
Particolare che rappresenta il monastero dei monaci Celestini all'epoca comunemente denominato San Pier Murrone, Codice Rustici

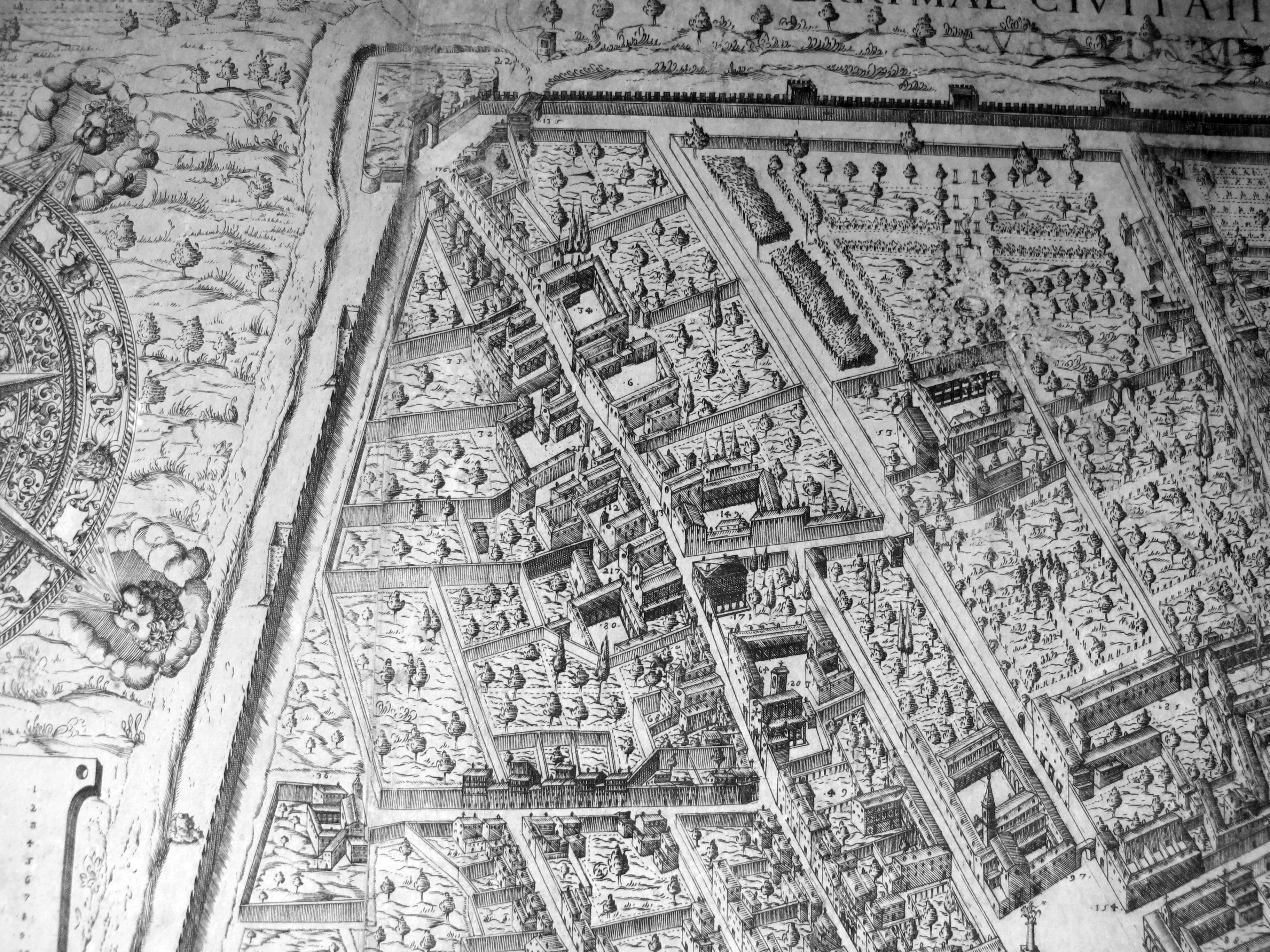
Via San Gallo era un'arteria centrale che portava all'antico incrocio del cardo e del decumano, legato all'origine di accampamento romano di Firenze. Qui una veduta nella pianta del Bonsignori in cui si rilevano bene i numerosi chiostri e ospitali per i pellegrini diretti a Roma.

Le monache iniziarono subito una serie di ristrutturazioni e ammodernamenti degli ambienti, compresa la chiesa, che venne ingrandita, dotata di un coro rialzato per permettere loro di assistere alle funzioni. I restauri durarono circa un anno e la chiesa venne riconsacrata la domenica in albis del 9 aprile 1553, dal vescovo di Volterra, come chiesa di san Nicola di Bari, come attesta la lapide marmorea scritta in latino apposta sopra la porta della chiesa. A questi anni risale il particolare androne che si interpone tra il portone che affaccia su Via san Gallo e l'ingresso vero e proprio nella Chiesa, tale androne finanziato come gran parte dei lavori dallo stesso Cosimo è un unicum: esempio perfetto del rinascimento fiorentino esso presenta dei grandi armadi i quali servivano a contenere l'archivio cartaceo dell'ordine Malta; come attestano i segni nel muro tale androne doveva essere perimetro da una panca lignea che consentiva di utilizzare l'androne anche per momenti di riunione; da sottolineare nel timpano marmoreo che sovrasta l'effettivo ingresso alla chiesa la presenza di uno stemma a colori de' Medici. Dalla pergamena di fondazione del precedente oratorio di Santa Maria Maddalena sappiamo che esso confinava a destra con l'ospedale di San Giovanni Decollato, detto anche spedale dei Portatori o dei Norcini. I locali di detto ospedale nel 1562 furono annessi al convento di San Giovannino. L'annessione del precedente ospedale fece sì che ben presto sulla dedicazione a san Nicola si sovrapponesse e si imponesse la più antica dedicazione dell'ospedale a san Giovanni Battista decollato. Il riferimento al Battista si prestava particolarmente al carisma delle monache cavalieresse, le quali appartenevano ad un ordine che aveva proprio nel Battista il suo patrono. La presenza dei monaci Celestini cessò, quindi, nel 1552 e la chiesa di San Giovanni battista decollato, infine popolarmente detta "San Giovannino dei Cavalieri", divenne monastero femminile prescelto dalla nobiltà fiorentina: vi prese il velo Maria Cristina, figlia illegittima di don Antonio de' Medici, e vi fece il suo ingresso nel 1580 Maria Maddalena de' Pazzi. Nel 1808 il convento fu soppresso. Al patrimonio portato dalle monache sono relative la maggior parte delle pale antiche visibili in chiesa.

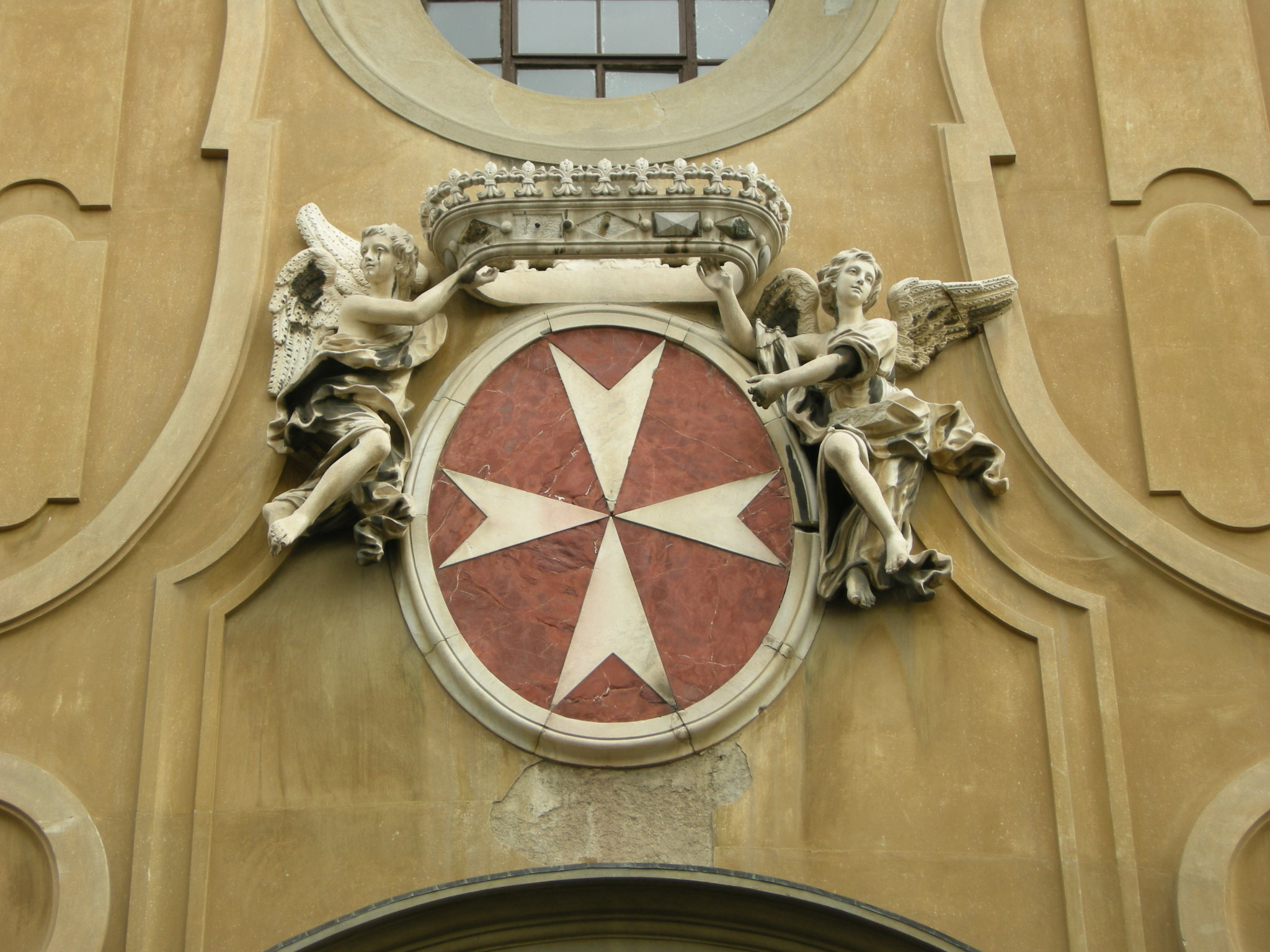
Stemma dei cavalieri di Malta sulla facciata della chiesa

Sulla facciata fu posto lo stemma dei Cavalieri di Malta, una croce bianca in campo rosso, sostenuto da due angeli in marmo. Le cavalieresse si prodigarono all'educazione delle giovani di nobile estrazione, e una di queste fu anche santa Maria Maddalena de' Pazzi, la quale visse però in un altro convento dell'ordine, quello in San Frediano.

### Soppressione, ritorno a parrocchia e istituzione della rettoria
Anche il monastero di San Giovannino dei Cavalieri fu interessato dal Motu proprio del 12 marzo 1785 del granduca Pietro Leopoldo. Ivi era imposta la riduzione dei monasteri alla vita comune e la trasformazione di gran parte di essi in conservatori laici. Il monastero di San Giovannino divenne dunque conservatorio, come risulta da alcuni pagamenti fatti per lavori.

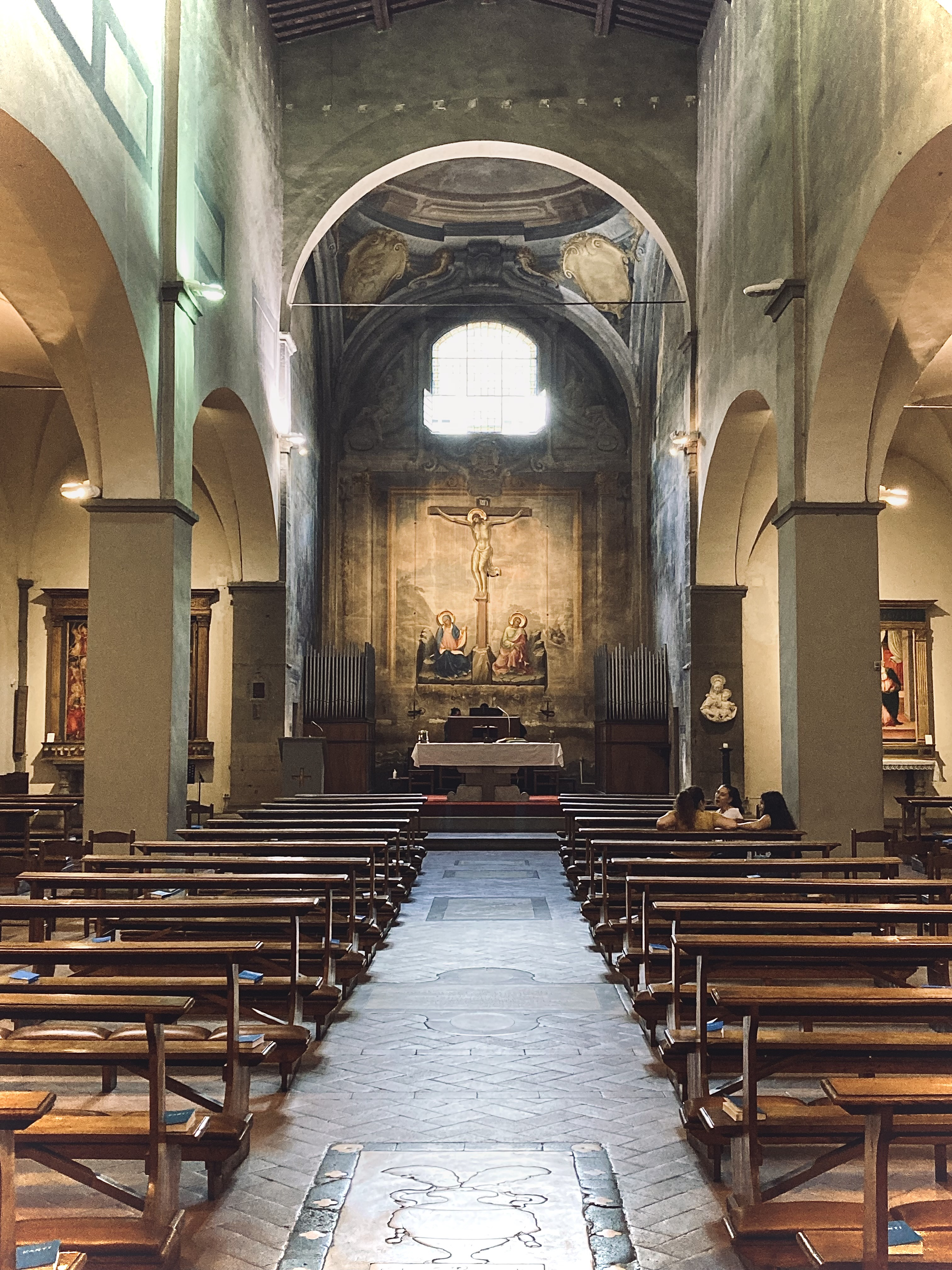
Vista dell'interno della Chiesa di San Giovannino dei Cavalieri dall'ingresso

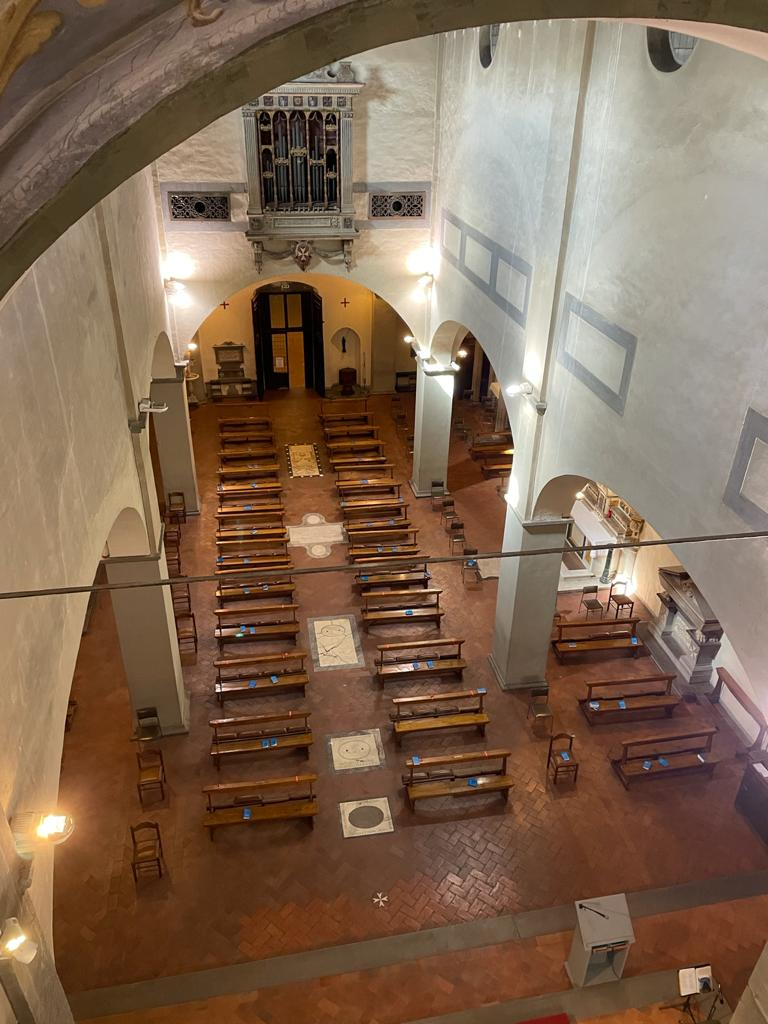
Veduta dell'interno della Chiesa di San Giovannino dei Cavalieri dalla volta

Con l'annessione della Toscana all'Impero francese da parte di Napoleone I nel 1808 l'ordine fu soppresso e le monache Gerosolomitane annesse a quelle agostiniane di Santa Monaca. Dal 1808 al 1925 la chiesa di San Giovannino rimase chiusa al culto, divenendo nel 1810 una chiesa succursale della parrocchia di San Lorenzo e ceduta nel 1818 alla Pia casa dei Catecumeni. In questi anni il convento fu smembrato. Convento e chiostro, già conservatorio laico, furono adibite a scuola in virtù delle leggi emanate a Torino nel 1870 dal ministro di giustizia Giuseppe Siccardi, oggi trova qui la sua sede il liceo classico-artistico Dante-Leon Battista Alberti. La chiesa che pure subì arbitrarie suddivisioni fu usato nella prima guerra mondiale come magazzino militare. Solo nel 1922 la chiesa fu restituita all'amministrazione del fondo culto e riaperta nel l'8 dicembre 1925 dopo i lavori di restauro dell'architetto Ezio Cerpi il quale tentò di riportarla alle forme cinquecentesche. Alcune delle particolarità architettoniche della chiesa derivano, in parte, proprio dalla necessità di restituire all'originario uso liturgico uno spazio che in epoca Napoleonica era stato suddiviso in più parti e frammentato nella sua integrità. Nel 1939 divenne di nuovo parrocchia autonoma, di libera collazione. 
Nel 2010 la chiesa di San Giovannino dei Cavalieri ha cessato per decreto del cardinale Giuseppe Betori di essere parrocchia ed è divenuta rettoria, con un suo rettore nominato. La rettoria insiste sul territorio parrocchiale della chiesa di Nostra Signora del Sacro Cuore a cui riferisce e dove è confluito il precedente archivio parrocchiale di San Giovannino dei Cavalieri.

## Descrizione
L'interno a tre navate, coperto da capriate, è preceduto da un vestibolo con armadi lignei d'epoca, dove venivano conservati arredi liturgici e documenti. In particolare in questo ambiente fu conservato l'archivio dell'ordine quando fu trasportato da Pisa a Firenze.

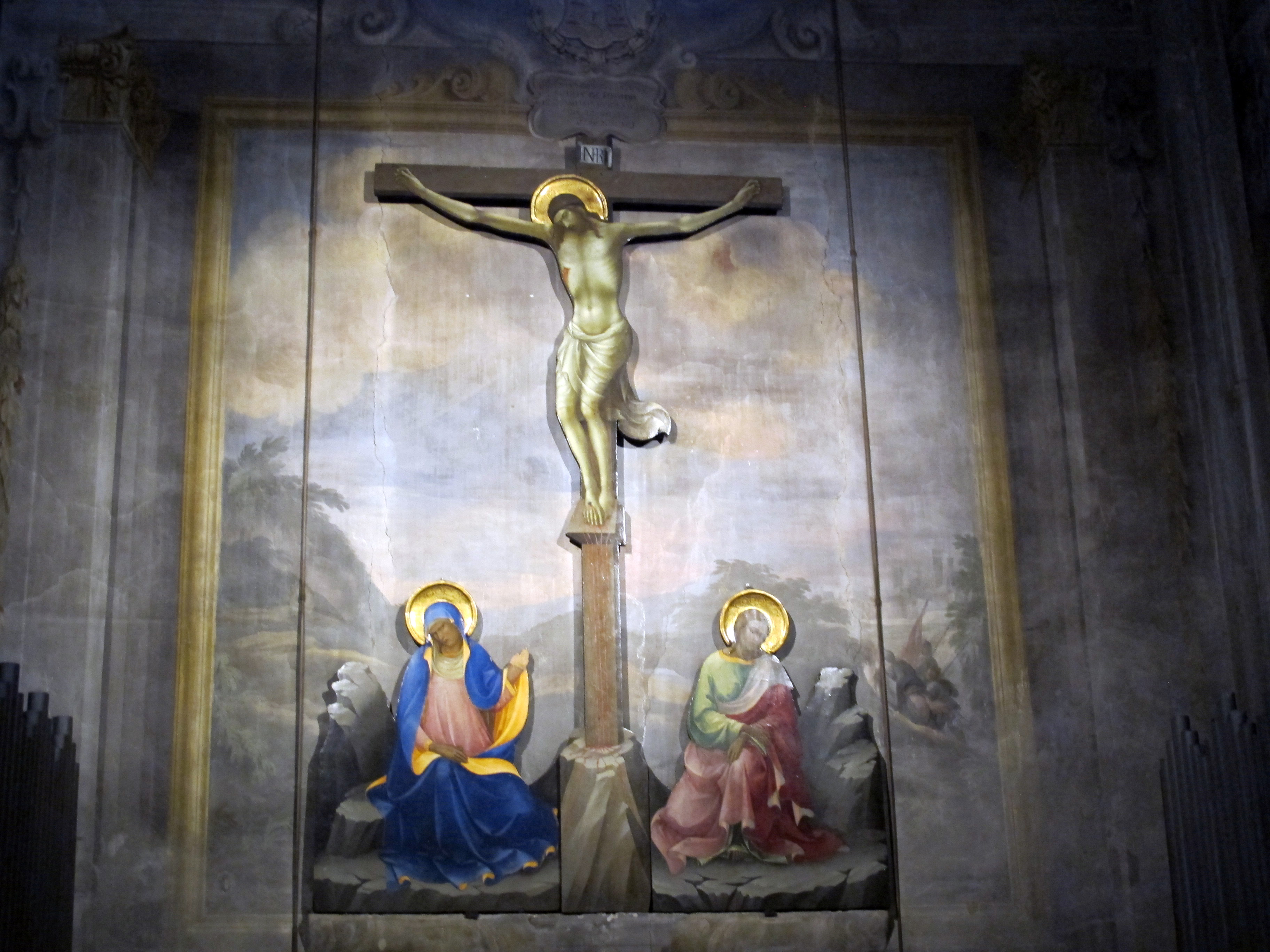
Lorenzo Monaco, Crocifisso sagomato con i dolenti

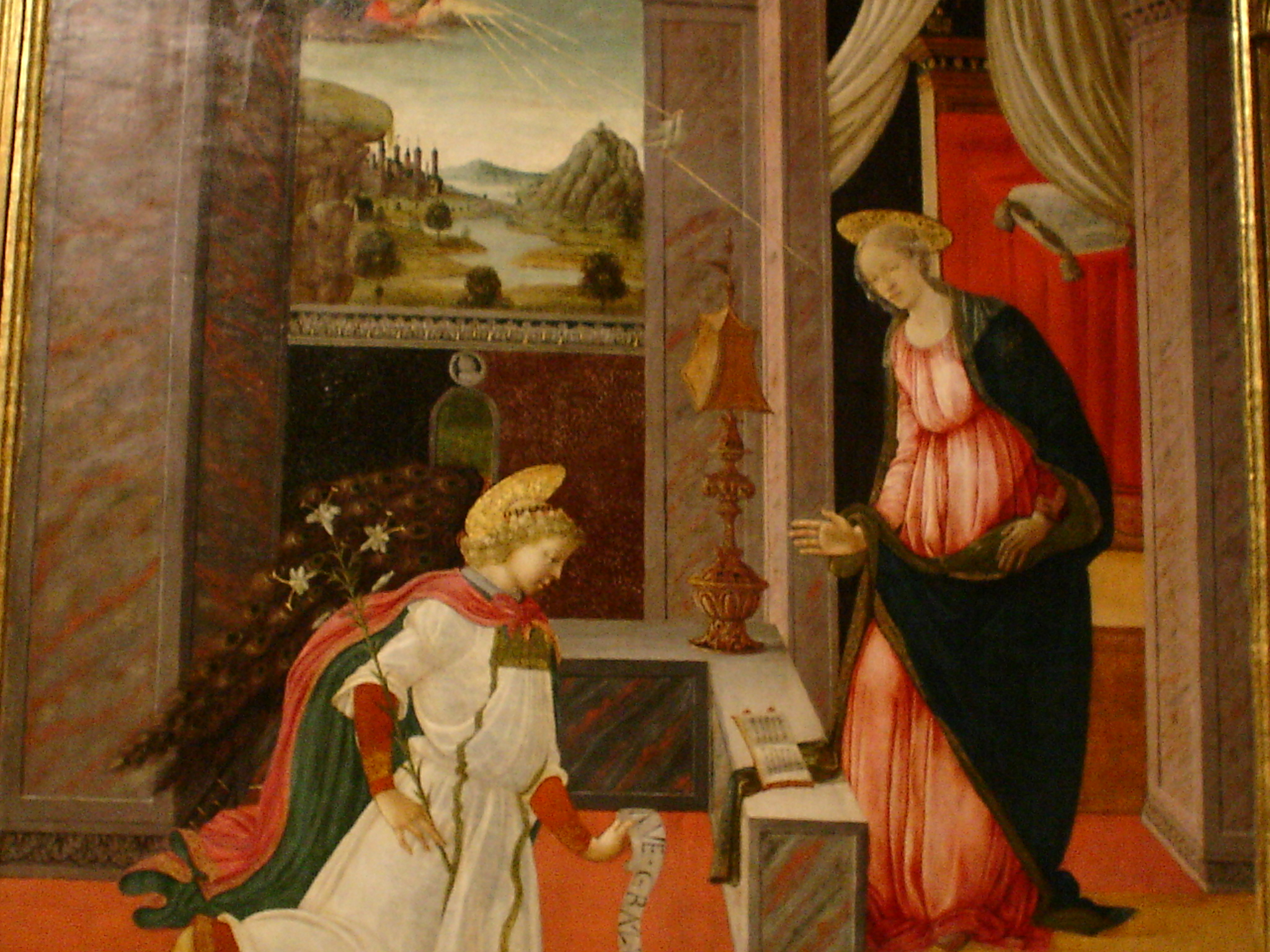
Annunciazione della Vergine, Pala d'altare collocata al termine della navata di destra, Maestro di Stratonice

Tra le opere conservate si ricordano il Crocifisso sagomato con i dolenti, di Lorenzo Monaco. Questo si trova nell'ansie della chiesa e si inserisce entro un contesto di affreschi unitari che tendono a restituire profondità e contesto alla stessa crocifissione, da alcuni attribuiti al Gherardini e al Botti, sono un esempio di prospettiva allusiva che opera uno "sfondamento" immaginifico delle pareti. Del Botti sarebbe poi la decorazione architettonica virtuale della cupola che fa da cornice all'Immacolata Concezione del Gherardini, nel 2021 sono stati portati a termine i lavori di restauro che hanno ripristinato la compromessa integrità dell'affresco. Il pennacchio posteriore di destra si presenta completamente ricostruito secondo un progetto integrativo che tuttavia si lascia distinguere dall'originale del Botti. Si trovano nella Chiesa di San Giovannino anche preziose pale d'altare, come la Natività di Bicci di Lorenzo (1435), la tavola dell'Incoronazione della Vergine di Neri di Bicci, l'Annunciazione del Maestro di Stratonice ovvero il lucchese Michele Ciampanti del 1490 circa (tutti e quattro portati dalle cavalieresse dallo spedale di San Niccolò), l'Ultima Cena di Jacopo Palma il Giovane, la Decollazione del Battista di Pier Dandini.
Alla riconsacrazione cinquecentesca risale l'acquisto della pala d'altare della Nascita di san Giovanni Battista di Santi di Tito, terminata dal figlio Tiberio Titi (oggi nella controfacciata a destra, 1603). Due sepolcreti in marmo appartengono ai frati gerosolomitani Domenico Manzuoli e Angelo Martellini.
Il Crocifisso ligneo nella navata destra si dice che sia stato intagliato nel legno dell'albero che miracolosamente rinverdì in pieno inverno al passaggio della salma di san Zanobi durante la traslazione da San Lorenzo a Santa Reparata. Questo avvenimento miracoloso è segnalato dalla cosiddetta colonna di San Zanobi in piazza San Giovanni.
In controfacciata, entro cassa lignea, vi è l'organo a canne rinascimentale costruito da Cesare Romani nel 1581. Un secondo strumento, a trasmissione elettrica, è situato in due corpi contrapposti a pavimento nell'abside; è l'opus 446 della ditta Tamburini e risale al 1962.

### Il crocifisso miracoloso detto "di san Zanobi"

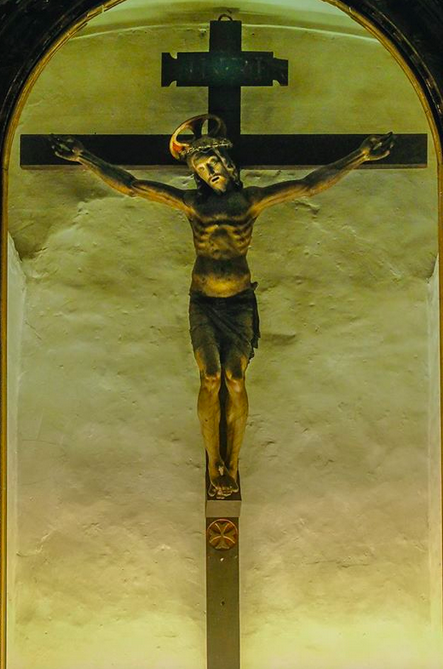
Il crocifisso miracoloso di fattura cinquecentesca intagliato nell'olmo fiorito al passaggio di san Zanobi

Varcata la soglia di ingresso nell'aula liturgica, oltre il vestibolo mediceo, volgendo lo sguardo alla parete di destra si incontra subito, custodito in una nicchia sormontante un altare laterale, il crocifisso miracoloso che la tradizione lega alla vicenda di San Zanobi. Di aspetto cinquecentesco, secondo antica tradizione questa immagine del Cristo sarebbe stata intagliata dal legno di quell’olmo miracolosamente rifiorito al passaggio di san Zanobi.
La tradizione racconta che il miracolo ebbe luogo durante la traslazione delle spoglie del vescovo fiorentino dalla prima cattedrale di Firenze, San Lorenzo, alla nuova cattedrale di Santa Reparata. Passando per quella che oggi è chiamata piazza san Giovanni, a lato del battistero, la cassa contenente il corpo del santo urtò un albero secco che, al contatto, miracolosamente fiorì. Era un 26 di gennaio della metà del nono secolo, circa 450 anni dopo la morte di san Zanobi. 
A ricordare il miracolo «si erge fiera, con il suo fusto in granito, la colonna di San Zanobi. In verità, quella che oggi vediamo, è una ricostruzione del 1334. La terribile alluvione del 1333 che spazzò tutti i ponti di Firenze, travolse inesorabilmente l'originale, distruggendola. Nel 1375 fu aggiunta un'iscrizione sul fusto che ricorda la leggenda di san Zanobi. Nel 1501, però, cadde a terra la croce, durante i preparativi della festa di San Giovanni».
L'evento viene tuttora ricordato ogni 26 gennaio: una corona di fiori viene deposta intorno alla base della colonna da parte del popolo fiorentino.

### Il sepolcro del cavaliere Angelo Martellini
Nella seconda metà della navata sinistra è ben visibile, ancora nella sua posizione originaria, uno dei segni più eloquenti della presenza dell'ordine dei Cavalieri di Malta nella chiesa di San Giovannino, ovvero il sepolcro del cavaliere Angelo Martellini. 
Angelo Martellini militò tra le file dell'Ordine di San Giovanni Battista del Tempio e prese parte alla decisiva battaglia navale di Lepanto la quale lasciò su di lui ferite tali da portare al suo congedo dall'ordine. «Nel 574 il capitolo generale dell'ordine concesse al Martinelli di continuare ad usufruire dei privilegi che derivavano dalla sua appartenenza al cavalierato, nonostante egli fosse stato congedato a causa delle sue condizioni fisiche. Il sepolcro venne realizzato dal nipote, Esaù Martinelli, nel 1610; la data ed il nome del committente appaiono nella lastra epigrafica marmorea che è apposta alla base del monumento»
«Elevato sopra un basso scalino di pietra, il deposito è costituito da un sarcofago di marmo grigio che poggia su una base di pietra serena. La base è provvista di due plinti laterali fortemente aggettanti, sulle cui fronti campeggiano due croci di Malta. Al centro del basamento, tra i due plinti, è collocata la lapide marmora che reca inciso l'epitaffio. I plinti fungono da sostegno al sarcofago, che è sorretto da due coppie massicce di zampe leonine, scolpite in marmo bianco e realisticamente dotate di artigli e peluria. Il sarcofago presenta una cassa trapezoidale ed un coperchio con una terminazione che rievoca la forma di un timpano spezzato. Tale soluzione, che non contempla le sinuose volute affrontate, tanto diffuse negli esemplari coevi, sembra derivare dalle forme spigolose del sarcofago del Giambologna, databile intorno al 1595, e collocato nella Cappella della Madonna del Soccorso alla Santissima Annunziata. Il coperchio del sarcofago del Martinelli è dotato, nella parte centrale di un curioso elemento ornamentale, che termina in una punta di diamante. Lo stemma, intagliato in marmo bianco non aderisce alla struttura del deposito, ma è affisso alla parete: lo scudo, che raffigura un cervo rampante in campo rosso, è sormontato da un cimiero piumato, un elemento particolarmente diffuso negli emblemi araldici del periodo»

## Confraternite
Nella chiesa e nei suoi annessi si riunirono nel tempo alcune confraternite. Tra le più importanti ci furono:
- Compagnia di San Francesco Poverino
- Compagnia della Santissima Purificazione dei Lombardi
- Compagnia del Crocifisso e Santa Maria Maddalena dei Bianchi

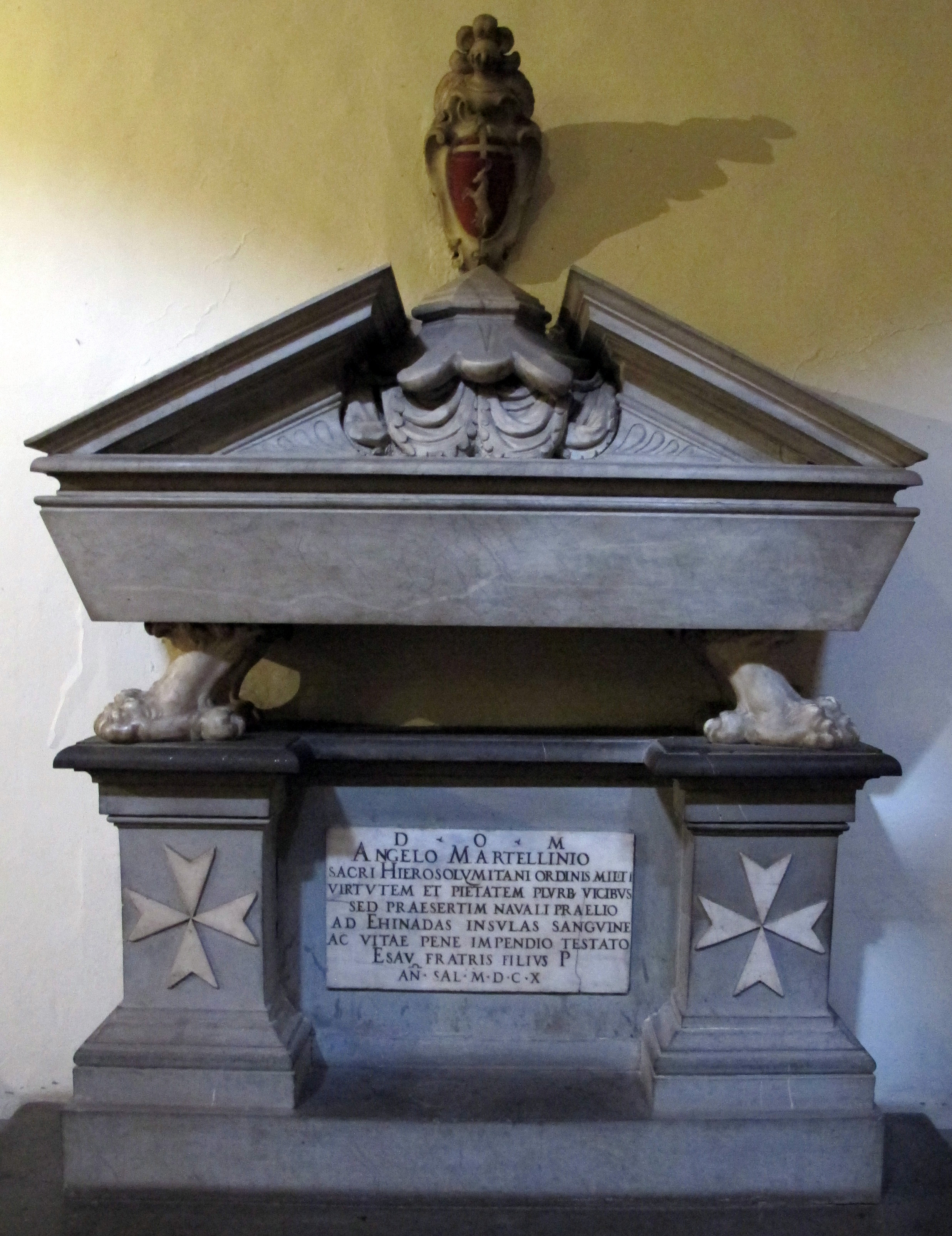
Sepolcro monumentale di Angelo Martellini in San Giovannino dei Cavalieri in Firenze